# Zadarfest
Zadarfest bio je hrvatski glazbeni festival, koji se održavao u Zadru. Započeo je 1993. godine.
Festival je imao više nagrada, najveća je bila Grand Prix.
Od 2010. postojao je Festival zabavne glazbe Zadar, koji je bio svojevrsni nastavak Zadarfesta. 2011. održao se u Kukljici.

## Festivalski pobjednici
Po izboru publike ili po izboru sudaca?
- 1993. - Gibonni s pjesmom "Život me umorio"
- 1994. - Gibonni s "Dvije duše"
- 1995. - Zoran Jelenković s "Ima Boga"
- 1996. - Petar Grašo s "Trebam nekoga"
- 1997. - Mladen Grdović sa "Sve za ljubav"
- 1998. - Goran Karan s "Kazna mi je što te jubim"
- 1999. - Vanna s "Daj mi jedan dobar razlog" i Mladen Grdović s "Vitar nek' puše"
- 2000. - Vanna s pjesmom "Pomozi mi sad" i Zoran Jelenković s "Mjesec je žut"
- 2001. - Vanna s "Više nisi moj"
- 2002. - Doris Dragović s "Nije mi vrime", Tomislav Bralić s "Ispod tvoje boloture" i Giuliano s "Padam na koljena"
- 2003. - Vesna Pisarović s pjesmom "Ljubomora"
- 2004. - Mladen Grdović "Ja ću doći s pismom" (nagrada publike), Zoran Jelenković "Ljubav na prvi pogled" (nagrada hrvatskih radijskih postaja), Hari Rončević "I sve dok dišen" (nagrada sudaca)[3][4]
- 2005. - Marina Tomašević i Vinko Coce uz klapu "Lanterna" s pjesmom "Plovila mala barka" i Ivana Kindl s "Klik"
- 2006. - nije se održao
- 2007. - nije se održao
- 2008. - nije se održao
- 2009. - nije se održao
- 2010. - Lidija Bačić s pjesmom "Ako te ikad izgubim"
- 2011. - Ivan Dražović s “Zna je ćaća”